# Cryptomitrium himalayense
Cryptomitrium himalayense là một loài rêu trong họ Aytoniaceae. Loài này được Kashyap mô tả khoa học đầu tiên năm 1915. Danh pháp khoa học của loài này chưa được làm sáng tỏ. 